# Étoile de Bessèges 2011
L'Étoile de Bessèges 2011, quarantunesima edizione della corsa valevole come prova del circuito UCI Europe Tour 2011 categoria 2.1, si svolse in cinque tappe dal 2 al 6 febbraio 2011 per un percorso totale di 715,2 km con partenza da Beaucaire e arrivo a Bessèges. Fu vinta dal francese Anthony Ravard, dell'AG2R La Mondiale, che si impose in 17 ore 46 minuti e 10 secondi, alla media di 42,34 km/h.
Partenza a Beaucaire con 134 ciclisti, dei quali 104 conclusero il tour.

## Tappe
| Tappa  | Data       | Percorso                                 | km    | Vincitore di tappa | Leader cl. generale |
| ------ | ---------- | ---------------------------------------- | ----- | ------------------ | ------------------- |
| 1ª     | 2 febbraio | Beaucaire > Bellegarde                   | 153,1 | Jaŭhen Hutarovič   | Jaŭhen Hutarovič    |
| 2ª     | 3 febbraio | Nîmes > Saint-Ambroix                    | 149,4 | Lloyd Mondory      | Anthony Ravard      |
| 3ª     | 4 febbraio | Saint-Victor-la-Coste > Laudun-l'Ardoise | 152,5 | Samuel Dumoulin    | Johnny Hoogerland   |
| 4ª     | 5 febbraio | Alès > Alès                              | 152,4 | Stéphane Poulhiès  | Anthony Ravard      |
| 5ª     | 6 febbraio | Gagnières > Bessèges                     | 145   | Saïd Haddou        | Anthony Ravard      |
| Totale | Totale     | Totale                                   | 752,4 |                    |                     |

## Squadre e corridori partecipanti
| N.    | Cod. | Squadra                      |
| ----- | ---- | ---------------------------- |
| 1-8   | COF  | Cofidis                      |
| 11-18 | BIG  | BigMat-Auber 93              |
| 21-28 | RLM  | Roubaix-Lille Métropole      |
| 31-38 | SKS  | Skil-Shimano                 |
| 41-48 | TSV  | Topsport Vlaanderen-Mercator |
| 51-58 | LAN  | Landbouwkrediet              |
| 61-68 | FDJ  | FDJ                          |
| 71-78 | KAT  | Katusha Team                 |
| 81-88 | VCD  | Vacansoleil-DCM              |

| N.      | Cod. | Squadra                      |
| ------- | ---- | ---------------------------- |
| 91-98   | BSC  | Bretagne-Schuller            |
| 100-108 | ALM  | AG2R La Mondiale             |
| 111-118 | TT1  | Team Type 1-Sanofi Aventis   |
| 121-128 | EUR  | Team Europcar                |
| 131-138 | SKT  | An Post-Sean Kelly Team      |
| 141-148 | SAU  | Saur-Sojasun                 |
| 151-158 | VWA  | Verandas Willems-Accent      |
| 161-168 | LPM  | Vélo-Club La Pomme Marseille |

## Dettagli delle tappe

### 1ª tappa
- 2 febbraio: Beaucaire > Bellegarde – 153,1 km

Risultati
| Pos. | Corridore        | Squadra       | Tempo    |
| ---- | ---------------- | ------------- | -------- |
| 1    | Jaŭhen Hutarovič | FDJ           | 3h32'23" |
| 2    | Anthony Ravard   | AG2R La Mond. | s.t.     |
| 3    | Björn Leukemans  | Vacansoleil   | s.t.     |

| Pos. | Corridore        | Squadra       | Tempo    |
| ---- | ---------------- | ------------- | -------- |
| 1    | Jaŭhen Hutarovič | FDJ           | 3h32'13" |
| 2    | Anthony Ravard   | AG2R La Mond. | a 4"     |
| 3    | Björn Leukemans  | Vacansoleil   | a 6"     |

### 2ª tappa
- 3 febbraio: Nîmes > Saint-Ambroix – 149,4 km

Risultati
| Pos. | Corridore       | Squadra       | Tempo    |
| ---- | --------------- | ------------- | -------- |
| 1    | Lloyd Mondory   | AG2R La Mond. | 4h03'38" |
| 2    | Anthony Ravard  | AG2R La Mond. | s.t.     |
| 3    | Aldo Ino Ilešič | Team Type 1   | s.t.     |

| Pos. | Corridore        | Squadra       | Tempo    |
| ---- | ---------------- | ------------- | -------- |
| 1    | Anthony Ravard   | AG2R La Mond. | 7h35'49" |
| 2    | Mondory          | AG2R La Mond. | s.t.     |
| 3    | Jaŭhen Hutarovič | FDJ           | s.t.     |

### 3ª tappa
- 4 febbraio: Saint-Victor-la-Coste > Laudun-l'Ardoise – 152,5 km

Risultati
| Pos. | Corridore         | Squadra     | Tempo    |
| ---- | ----------------- | ----------- | -------- |
| 1    | Samuel Dumoulin   | Cofidis     | 3h27'20" |
| 2    | Johnny Hoogerland | Vacansoleil | s.t.     |
| 3    | Marco Marcato     | Vacansoleil | s.t.     |

| Pos. | Corridore         | Squadra       | Tempo     |
| ---- | ----------------- | ------------- | --------- |
| 1    | Johnny Hoogerland | Vacansoleil   | 10h20'50" |
| 2    | Anthony Ravard    | AG2R La Mond. | a 1"      |
| 3    | Marco Marcato     | Vacansoleil   | a 8"      |

### 4ª tappa
- 5 febbraio: Alès > Alès – 152,4 km

Risultati
| Pos. | Corridore         | Squadra      | Tempo    |
| ---- | ----------------- | ------------ | -------- |
| 1    | Stéphane Poulhiès | Saur-Sojasun | 3h36'41" |
| 2    | Marco Marcato     | Vacansoleil  | s.t.     |
| 3    | Justin Jules      | VC La Pomme  | s.t.     |

| Pos. | Corridore         | Squadra       | Tempo     |
| ---- | ----------------- | ------------- | --------- |
| 1    | Anthony Ravard    | AG2R La Mond. | 14h39'31" |
| 2    | Johnny Hoogerland | Vacansoleil   | s.t.      |
| 3    | Marco Marcato     | Vacansoleil   | a 2"      |

### 5ª tappa
- 6 febbraio: Gagnières > Bessèges – 145 km

Risultati
| Pos. | Corridore      | Squadra       | Tempo    |
| ---- | -------------- | ------------- | -------- |
| 1    | Saïd Haddou    | Europcar      | 3h06'46" |
| 2    | Sven Jodts     | Topsport Vl.  | s.t.     |
| 3    | Anthony Ravard | AG2R La Mond. | s.t.     |

| Pos. | Corridore         | Squadra       | Tempo     |
| ---- | ----------------- | ------------- | --------- |
| 1    | Anthony Ravard    | AG2R La Mond. | 17h46'10" |
| 2    | Marco Marcato     | Vacansoleil   | a 7"      |
| 3    | Johnny Hoogerland | Vacansoleil   | s.t.      |

## Evoluzione delle classifiche
| Tappa              | Vincitore          | Classifica generale | Classifica scalatori | Classifica a punti | Classifica giovani | Classifica squadre |
| ------------------ | ------------------ | ------------------- | -------------------- | ------------------ | ------------------ | ------------------ |
| 1ª                 | Jaŭhen Hutarovič   | Jaŭhen Hutarovič    | Johan Le Bon         | Jaŭhen Hutarovič   | Kévin Réza         | Team Europcar      |
| 2ª                 | Lloyd Mondory      | Anthony Ravard      | Bram Schmitz         | Anthony Ravard     | Kévin Réza         | AG2R La Mondiale   |
| 3ª                 | Samuel Dumoulin    | Johnny Hoogerland   | Bram Schmitz         | Anthony Ravard     | Arthur Vichot      | Vacansoleil-DCM    |
| 4ª                 | Stéphane Poulhiès  | Anthony Ravard      | Bram Schmitz         | Anthony Ravard     | Arthur Vichot      | Vacansoleil-DCM    |
| 5ª                 | Saïd Haddou        | Anthony Ravard      | Bram Schmitz         | Anthony Ravard     | Arthur Vichot      | Vacansoleil-DCM    |
| Classifiche finali | Classifiche finali | Anthony Ravard      | Bram Schmitz         | Anthony Ravard     | Arthur Vichot      | Vacansoleil-DCM    |

## Classifiche finali

### Classifica generale
| Pos. | Corridore         | Squadra       | Tempo     |
| ---- | ----------------- | ------------- | --------- |
| 1    | Anthony Ravard    | AG2R La Mond. | 17h46'10" |
| 2    | Marco Marcato     | Vacansoleil   | a 7"      |
| 3    | Johnny Hoogerland | Vacansoleil   | s.t.      |
| 4    | Pierrick Fédrigo  | FDJ           | a 15"     |
| 5    | Jérôme Coppel     | Saur-Sojasun  | a 19"     |
| 6    | Cyril Gautier     | Europcar      | a 20"     |
| 7    | Steven Tronet     | Roubaix       | s.t.      |
| 8    | Maxime Bouet      | AG2R La Mond. | s.t.      |
| 9    | Arthur Vichot     | FDJ           | s.t.      |
| 10   | Vladimir Gusev    | Katusha Team  | a 23"     |

### Classifica scalatori
| Pos. | Corridore      | Squadra       | Punti |
| ---- | -------------- | ------------- | ----- |
| 1    | Bram Schmitz   | Veranda's     | 23    |
| 2    | Jurij Trofimov | Katusha Team  | 10    |
| 3    | Jérémy Roy     | FDJ           | 9     |
| 4    | Johan Le Bon   | Bretagne      | 8     |
| 5    | Cyril Gautier  | Team Europcar | 8     |

### Classifica a punti
| Pos. | Corridore         | Squadra       | Punti |
| ---- | ----------------- | ------------- | ----- |
| 1    | Anthony Ravard    | AG2R La Mond. | 73    |
| 2    | Marco Marcato     | Vacansoleil   | 68    |
| 3    | Stéphane Poulhies | Saur-Sojasun  | 56    |
| 4    | Samuel Dumoulin   | Cofidis       | 46    |
| 5    | Björn Leukemans   | Vacansoleil   | 39    |

### Classifica giovani
| Pos. | Corridore           | Squadra      | Tempo     |
| ---- | ------------------- | ------------ | --------- |
| 1    | Arthur Vichot       | FDJ          | 17h46'30" |
| 2    | Jarl Salomein       | Topsport Vl. | a 15"     |
| 3    | Anthony Delaplace   | Saur-Sojasun | s.t.      |
| 4    | Evaldas Šiškevičius | VC La Pomme  | a 21"     |
| 5    | Armindo Fonseca     | Bretagne     | s.t.      |

### Classifica a squadre
| Pos. | Squadra          | Tempo     |
| ---- | ---------------- | --------- |
| 1    | Vacansoleil-DCM  | 53h19'45" |
| 2    | AG2R La Mondiale | s.t.      |
| 3    | FDJ              | s.t.      |
| 4    | Saur-Sojasun     | a 15"     |
| 5    | Katusha Team     | a 17"     |